# Eleições parlamentares no Chile em 2017
As eleições parlamentares no Chile para o mandato 2018-2022 foram realizadas em 19 de novembro de 2017, em conjunto com as eleições presidencial e de conselheiros regionais.

## Legislação
Segundo a Constituição chilena, podem exercer o direito ao sufragio aqueles que são considerados cidadãos, isto é, os maiores de 18 anos de idade que não tenham sido condenados a uma pena superior a 3 anos de prisão. A norma legal do país indica que "nas votações populares o sufrágio será pessoal, igualitário, secreto e voluntário". Desde janeiro de 2012, a inscrição no Registro Eleitoral é automática. Porém, o direito a votar é suspenso por interdição em caso de demência, por achar-se acusado de um delito que mereça pena superior a 3 anos de detenção ou de delito por terrorismo, e ainda por sanção do Tribunal Constitucional (em conformidade ao artigo 19 número 15 inciso 7.º da Constituição Chilena).
Esta será a primeira eleição parlamentar após a reforma do sistema eleitoral, que substituiu o sistema binominal por um de caráter proporcional inclusivo, mudança que se materializou com a Lei nº 20.840, promulgada pela presidente Michelle Bachelet em 27 de abril de 2015, e publicada em 5 de maio do mesmo ano. Esta mudança também modificou a distribuição dos cargos parlamentares, aumentando tanto a quantidade de deputados (de 120 para 155), como a de senadores (de 38 para 50); na eleição de 2017 haverá a renovação de todas as cadeiras da Câmara de Deputados, e ainda as cadeiras do Senado referentes às chamadas regiões ímpares. Outra mudança da Lei nº 20.840 é a exigência de paridade entre gêneros para a apresentação dos candidatos pelos partidos, exigindo-se um máximo de 60% para um sexo, seja masculino ou feminino.

## Primárias parlamentares
A Frente Ampla foi a única coalizão que submeteu seus membros a primárias para a definição de alguns de seus candidatos parlamentares. Em 3 de maio de 2017 foram realizadas eleições primárias em 7 distritos, nas quais competiram 28 candidatos.

## Pactos eleitorais e partidos políticos
A divisão dos partidos da Nova Maioria no primeiro turno presidencial deixou em dúvida a inclusão do Partido Democrata Cristão numa lista única com o restante da coalizão. Os partidos seguiram negociando, enquanto que o PDC abordou a possibilidade de fazer um pacto eleitoral com o Partido Progressista ou o partido Cidadãos, o que implicava em sair do bloco partidário. Finalmente, os membros do PDC optaram por uma aliança com os partidos Esquerda Cidadã e MAS Região para o pleito parlamentar, sendo registrada perante o Servel com o nome "Convergência Democrática", enquanto a lista dos demais partidos - PS, PPD, PRSD e PCCh - optou pela nomenclatura "A Força da Maioria".
Já o bloco de oposição deixou de lado a histórica Aliança, passando a ser figurada uma nova coalizão denominada Chile Vamos. O pacto, além da partidos União Democrática Independente e Renovação Nacional - membros da extinta Aliança - incluiu ainda os partidos Evolução Política e Partido Regionalista Independente. Ainda que as candidaturas do bloco sejam apresentadas numa lista única, chegou-se a haver disputas para as candidaturas de alguns distritos, o que fora arbitrado pelo próprio candidato presidencial Sebastián Piñera para resolver as vagas internamente.
Também foi criada a Frente Ampla, coalizão conformada por partidos legalmente constituídos como a Revolução Democrática, o Partido Liberal, o Partido Humanista, o Partido Ecologista Verde, o Partido Igualdade e o Poder Cidadão. Além destes, outros movimentos passaram a agregar o bloco, como o Movimento Autonomista, a Esquerda Autônoma, Nova Democracia e Esquerda Libertária, entre outros que, por não estarem legalizados, apresentaram seus militantes como candidatos independentes respaldados pela coalizão.
Outra coalizão inscrita para estas eleições foi a Somemos - anteriormente denominada "Sentido Futuro" - que reuniu os partidos Amplitude, Cidadãos e Todos, bem como outros movimentos de centro e liberais como a Rede Liberal. Destes partidos, o Amplitude decidiu apoiar a candidatura presidencial de Sebastián Piñera, enquanto que os demais optaram por não respaldar nenhum dos demais postulantes ao Palácio de La Moneda.
Além das coalizões já mencionadas, foi formada a Coalizão Regionalista Verde, que uniu os partidos regionalistas Democracia Regional Patagônica e a Federação Regionalista Verde Social. Por outro lado, o Partido Progressista novamente não conseguiu aliança em um pacto parlamentar com a Nova Maioria, optando por se aliar com o partido País, formando o bloco "Por Todo Chile".

Por fim, os partidos União Patriótica e o Partido de Trabalhadores Revolucionários apresentaram-se de forma individual, sem fazer aliança parlamentar com outro partido.
| Pacto e partidos                                                                | Pacto e partidos                             | Pacto e partidos                             | Candidatos | Candidatos | Candidatos |
| Pacto e partidos                                                                | Pacto e partidos                             | Pacto e partidos                             | Deputados  | Senadores  |            |
| B. Por Todo Chile                                                               | B. Por Todo Chile                            | B. Por Todo Chile                            | 125        | 8          |            |
| ------------------------------------------------------------------------------- | -------------------------------------------- | -------------------------------------------- | ---------- | ---------- | ---------- |
|                                                                                 | Partido Progressista                         | PRO                                          | 108 (48)   | 6 (4)      |            |
|                                                                                 | País                                         | PAIS                                         | 17 (8)     | 2 (1)      |            |
| D. Partido dos Trabalhadores Revolucionários                                    | D. Partido dos Trabalhadores Revolucionários | D. Partido dos Trabalhadores Revolucionários | 4          | -          |            |
|                                                                                 | Partido dos Trabalhadores Revolucionários    | PTR                                          | 4          | -          |            |
| G. Frente Ampla                                                                 | G. Frente Ampla                              | G. Frente Ampla                              | 166        | 23         |            |
|                                                                                 | Partido Humanista                            | PH                                           | 50 (13)    | 11 (2)     |            |
|                                                                                 | Revolução Democrática                        | RD                                           | 35 (7)     | 5 (1)      |            |
|                                                                                 | Partido Igualdade                            | PI                                           | 27 (5)     | 1          |            |
|                                                                                 | Partido Ecologista Verde                     | PEV                                          | 23 (4)     | -          |            |
|                                                                                 | Poder Cidadão                                | PODER                                        | 22 (10)    | 4 (2)      |            |
|                                                                                 | Partido Liberal                              | PL                                           | 9 (3)      | 2 (1)      |            |
| H. Somemos                                                                      | H. Somemos                                   | H. Somemos                                   | 77         | 20         |            |
|                                                                                 | Amplitude                                    | AMP                                          | 44 (8)     | 10 (2)     |            |
|                                                                                 | Cidadãos                                     | CIU                                          | 25 (7)     | 5 (3)      |            |
|                                                                                 | Todos                                        | TODOS                                        | 8 (7)      | 5 (2)      |            |
| K. Coalizão Regionalista Verde                                                  | K. Coalizão Regionalista Verde               | K. Coalizão Regionalista Verde               | 41         | 4          |            |
|                                                                                 | Federação Regionalista Verde Social          | FREVS                                        | 21 (8)     | 2          |            |
|                                                                                 | Democracia Regional Patagônica               | DRP                                          | 20 (9)     | 2 (1)      |            |
| M. União Patriótica                                                             | M. União Patriótica                          | M. União Patriótica                          | 58         | 3          |            |
|                                                                                 | União Patriótica                             | UPA                                          | 58         | 3          |            |
| N. A Força da Maioria                                                           | N. A Força da Maioria                        | N. A Força da Maioria                        | 175        | 28         |            |
|                                                                                 | Partido Socialista                           | PS                                           | 59 (6)     | 10 (2)     |            |
|                                                                                 | Partido Pela Democracia                      | PPD                                          | 52 (6)     | 12 (4)     |            |
|                                                                                 | Partido Radical Social-democrata             | PRSD                                         | 33 (7)     | 4 (1)      |            |
|                                                                                 | Partido Comunista                            | PCCh                                         | 31 (2)     | 2          |            |
| O. Convergência Democrática                                                     | O. Convergência Democrática                  | O. Convergência Democrática                  | 121        | 13         |            |
|                                                                                 | Partido Democrata Cristão                    | PDC                                          | 104 (9)    | 12 (2)     |            |
|                                                                                 | MAS Região                                   | MASR                                         | 10 (1)     | 1 (1)      |            |
|                                                                                 | Esquerda Cidadã                              | IC                                           | 7 (4)      | -          |            |
| P. Chile Vamos                                                                  | P. Chile Vamos                               | P. Chile Vamos                               | 182        | 29         |            |
|                                                                                 | Renovação Nacional                           | RN                                           | 73 (6)     | 15 (3)     |            |
|                                                                                 | União Democrática Independente               | UDI                                          | 74 (13)    | 12 (2)     |            |
|                                                                                 | Evolução Política                            | EVOP                                         | 25 (10)    | 2          |            |
|                                                                                 | Partido Regionalista Independente            | PRI                                          | 10 (2)     | -          |            |
| Independentes fora de coalizão                                                  | Independentes fora de coalizão               | Independentes fora de coalizão               | 11         | 4          |            |
| Total de candidatos                                                             | Total de candidatos                          | Total de candidatos                          | 960        | 132        |            |
| Nota: Entre parênteses () são os independentes que são apoiados por um partido. |                                              |                                              |            |            |            |

## Candidaturas

### Candidatos ao Senado
Em negrito estão os candidatos que foram eleitos.
| Circ.                                                                        | Por Todo Chile                                                            | Frente Ampla | Somemos | Coalizão Regionalista Verde                   | UPA                                      | A Força da Maioria | Convergência Democrática                                            | Chile Vamos | Independentes |
| ---------------------------------------------------------------------------- | ------------------------------------------------------------------------- | --- | --- | --------------------------------------------- | ---------------------------------------- | --- | ------------------------------------------------------------------- | --- | ------------- |
| I(2)                                                                         | Pablo Pizarro (Ind. PRO) Sandra Zapata (Ind. PRO)                         | Claudio Ojeda (PH) Rodrigo Díaz (Poder) Verónica Foppiano (PL)                                                                         | |                                               |                                          | Salvador Urrutia (Ind. PPD) José Miguel Insulza (PS)                                                                                      | Trinidad Parra (Ind. PDC)                                           | José Durana (UDI) Rodolfo Barbosa (Ind. RN) Mirtha Arancibia (RN)                                                                                 | Enrique Lee   |
| II(2)                                                                        |                                                                           | Rigoberto Rojas (Ind. Poder) | Gabriel Gurovich (Todos) Alejandra Guajardo (Ind. Todos) Lorena Vergara (Ind. Todos)                                            |                                               |                                          | Jorge Soria (Ind. PPD) Astrid Abarca (Ind. PS) Franitza Mitrovic (Ind. PS)                                                                |                                                                     | Juan Carlos Carreño (RN) Pamela Boyardi (RN) Luz Ebensperger (UDI)                                                                                | Fulvio Rossi  |
| IV(2)                                                                        |                                                                           | Gloria Guzmán (Poder) | | Jorge Vargas (FREVS) Elizabeth Pérez (FREVS)  |                                          | Lautaro Carmona (PCCh) Carolina Peralta (PPD) Alberto Robles (PRSD)                                                                       | Yasna Provoste (PDC) Tomás Pastenes (Ind. MASR)                     | Felipe Ward (UDI) Rafael Prohens (RN) |               |
| VI(5)                                                                        | Francisco Coloane (Ind. PRO) Héctor Pérez (Ind. PRO) Pamela Jiménez (PRO) | Octavio González (PH) Juan Ignacio Latorre (RD) Francisco Marín (Ind. Poder) Mónica Valencia (PI)                                      | Lily Pérez (AMP) Pedro Sariego (AMP) Ana Cuadros (AMP) Alberto Núñez (AMP) Julián Ugarte (Ind. AMP) Óscar Rementería (Ind. AMP) |                                               | Luis Aravena Vlademir Venegas Berta Caro | Ricardo Lagos Weber (PPD) Marco Antonio Núñez (PPD) Isabel Allende (PS) Abel Gallardo (PS) Nelson Ávila (PRSD) Josefina Bustamante (PRSD) | Ignacio Walker (PDC) Aldo Cornejo (PDC) Oriele Zencovich (PDC)      | Francisco Chahuán (RN) Carmen Zamora (RN) Kenneth Pugh (RN) Andrea Molina (UDI) Francisco Bartolucci (UDI) Ximena Ramírez (UDI)                   | Gaspar Rivas  |
| IX(5)                                                                        | Gustavo Ruz (Ind. País) María Romero (País) Sandra Alfaro (PRO)           | Wilfredo Alfsen (PH) Marta Guerra (PH) Jimena Arias (PH) Alfredo Sfeir (Ind. PL) María Eugenia Lorenzini (RD) Yuri Sepúlveda (Ind. RD) | Andrés Velasco (CIU) Paula Romero (CIU) Alberto Martínez (Ind. CIU) Esteban Bravo (Ind. CIU) Grace Salazar (Ind. CIU)           |                                               |                                          | Álvaro Elizalde (PS) Viviana Landaeta (PS) Carlos Villalobos (PS) Jorge Tarud (PPD) Liliana Caro (PPD) Valeria Leal (Ind. PPD)            | Andrés Zaldívar (PDC) Ximena Rincón (PDC)                           | Juan Antonio Coloma (UDI) Yasna Cancino (Ind. UDI) Francisca Concha (Ind. UDI) Rodrigo Galilea (RN) Macarena Pons (Ind. RN) Juan Castro (Ind. RN) |               |
| XI(5)                                                                        |                                                                           | Juan Ortiz (PH) Aucán Huilcamán (Ind. PH) Diego Ancalao (Ind. PH) Gabriela Meléndez (PH) Gloria Mujica (PH) Lucía Tormen (PH)          | Eduardo Díaz Herrera (AMP) Ema Vidal (AMP) Tatiana Rudolph (AMP) Juan Ramírez (AMP)                                             |                                               |                                          | Jaime Quintana (PPD) Alberto Pizarro (PPD) Claudia Palma (PPD) Patricia Coñomán (PCCh) Flor Domínguez (PS)                                | Fuad Chahín (PDC) Francisco Huenchumilla (PDC)                      | Felipe Kast (EVOP) Carmen Aravena (EVOP) José García Ruminot (RN) Germán Becker (RN) José Villagrán (UDI) Gustavo Hasbún (UDI)                    | Rojo Edwards  |
| XIV(2)                                                                       |                                                                           | Alejandro Barrientos (RD) Jenny Rivera (RD)                                                                                            | Raúl Vargas (Todos) Carlos Chávez (Todos)                                                                                       | Carlos Pérez (DRP) Antonella Muñoz (Ind. DRP) |                                          | Camilo Escalona (PS) Ximena Órdenes (Ind. PPD) Luperciano Muñoz (Ind. PRSD)                                                               | Eduardo Cruces (PDC) Paz Foitzich (PDC) Hernán Vodanovic (Ind. PDC) | Pilar Cuevas (RN) Ana Verdugo (RN) David Sandoval (UDI)                                                                                           |               |
| Nota: Entre parênteses está o número de senadores eleitos por circunscrição. |                                                                           | | |                                               |                                          | |                                                                     | |               |

### Candidatos à Câmara dos Deputados
Em negrito estão os candidatos que foram eleitos.
| Dist.                                                                   | Por Todo Chile | PTR                                                      | Frente Ampla | Somemos | Coalizão Regionalista Verde | UPA | A Força da Maioria | Convergência Democrática | Chile Vamos | Independentes                |
| ----------------------------------------------------------------------- | --- | -------------------------------------------------------- | --- | --- | --- | --- | --- | --- | --- | ---------------------------- |
| 1[d](3)                                                                 | Rodrigo Cuevas (Ind. PRO) Carolina Herrera (Ind. PRO) Camilo Medina (Ind. PRO) Rossana Alvarado (Ind.PRO) |                                                          | Vlado Mirosevic (PL) Camila Navarro (PL) Iván Figueroa (PH) Héctor Mérida (Ind. PI) | | | | Luis Rocafull (PS) Iván Paredes (Ind. PS) Angelo Carrasco (PPD) Carolina Videla (PCCh) | Andrea Murillo (PDC) Richard Vildoso (PDC) Héctor Riveros (PDC) | Patricio López (RN) Nino Baltolu (UDI) Lorena Jiménez (PRI) Marcelo Zara (EVOP) |                              |
| 2[d](3)                                                                 | Carlos Santelices (Ind. País) Myla Chávez (Ind. País) |                                                          | Sebastián Vergara (PH) Miguel Rocha (Poder) Rodrigo Oliva (PI) Roxana Vigueras (PL) | Rafael Montes (AMP) Héctor Ticuna (AMP) Carolina Vásquez (Ind. AMP) Manuel Sánchez (Ind. Todos) | | | Hugo Gutiérrez (PCCh) Patricio Martínez (PRSD) Danisa Astudillo (PS) Juan Marroquín (PPD) | Mariela Basualto (PDC) Ana María Luksic (PDC) Pablo Valenzuela (PDC) | Renzo Trisotti (UDI) Gabriela Monsalvez (PRI) Natan Olivos (EVOP) Ramón Galleguillos (RN) | Freddy Araneda               |
| 3[d](5)                                                                 | Janett Guerra (Ind. PRO) Claudio Sánchez (PRO) | Galia Aguilera Daniel Vargas Nancy Lanzarini Néstor Vera | Fernando San Román (PH) Sandra Carmona (PI) Catalina Pérez (RD) Pablo Herrera (RD) Freddy Antilef (Poder) Edgar Muñoz (PL)                                                                                               | Constantino Zafirópulos (AMP) Harry Robledo (AMP) Paola Higueras (AMP) Sacha Razmilic (CIU) Rodrigo Borne (CIU) Sergio Pizarro (Ind. CIU)                                                           | Antonino Parisi (DRP) Esteban Zlatar (DRP) Daniel Adaro (FREVS) Carolina Mobarec (FREVS) Esteban Velásquez (FREVS) Diela Álvarez (FREVS)        | | Marcela Hernando (PRSD) Marcos Espinosa (PRSD) Sol Romero (PRSD) Luis Caprioglio (PS) Alejandra Pozo (Ind. PCCh) Jaime Araya (Ind. PPD)                                                        | Valentín Volta (PDC) Sonya Langenbach (PDC) Miriam González (Ind. IC) | Carlos López (PRI) Ignacio León (Ind. EVOP) Paulina Núñez (RN) José Miguel Castro (RN) Pablo Toloza (UDI) Claudia Meneses (Ind-UDI)                                                                                   |                              |
| 4[d](5)                                                                 | José Campos (Ind. PRO) Ulises Carabantes (Ind. PRO) Fabiola Ewert (Ind. PRO) Héctor Zamora (Ind. PRO) |                                                          | Inti Salamanca (Poder) Juan Manuel Díaz (Poder) Luis Acuña (Ind. Poder) Patricia Álvarez (Ind. Poder) Mario Varas (RD) Sandra Peña (Ind. RD)                                                                             | | Jaime Mulet (FREVS) Yhanss Delgado (FREVS) Clara Meneses (FREVS) Sandra Guerra (FREVS) John Martínez (FREVS) Pedro Cid (Ind. FREVS)             | | Mario Rivas (PCCh) Daniella Cicardini (PS) Juan Santana (PS) Juan Carlos Meléndez (PRSD) Jorge Hidalgo (PPD)                                                                                   | Pilar Soto (PDC) Vitalia Muñoz (IC) Raúl Palácios (MASR) José Díaz (MASR) Fabiola Asmad (MASR) Sebastián Campos (MASR)                                                                                      | Sofía Cid (RN) René Aedo (RN) Nelly Galeb (RN) Nicolás Noman (UDI) Carlos Vilches (UDI) Juan Antonio Pérez (UDI) |                              |
| 5[d](7)                                                                 | Julio Zapata (PRO) |                                                          | Nelson Gálvez (Ind. RD) Patricia Aguirre (RD) Magallanes Espinosa (RD) Marisol Céspedes (RD) Daniella Cortés (PI) Jaime Fernández (PI) Agustín González (PH) Tirso González (PEV)                                        | Yerko Ávalos (AMP) Alejandro Tello (AMP) Nidia Milla (AMP) Carolina Torres (Ind. AMP) Pedro Araya (AMP) Gabriel Caballero (Ind. AMP) Pedro Castillo (AMP)                                           | Pedro Velásquez (Ind-FREVS) Ángela Rojas (Ind. FREVS) Jorge Monsalve (Ind. FREVS)                                                               | | Ernesto Velasco (PRSD) César Valencia (Ind. PRSD) Daniel Núñez (PCCh) Elisa Cortés (PCCh) Raúl Saldívar (PS) Luis Lemus (PS) Miguel Ángel Alvarado (PPD) Alejandra Díaz (PPD)                  | Matías Walker (PDC)Pedro Prado (PDC) Cecilia Tirado (PDC) Cristian Galleguillos (PDC) Adriana Vergara (PDC) Denis Cortés (PDC) Carolina Henríquez (PDC)                                                     | Sergio Gahona (UDI) Ivon Guerra (UDI) Juan Manuel Fuenzalida (UDI) Ernestina Sarmiento (Ind. UDI) Carlos Cruz-Coke (RN) Roberto Vega (RN) Francisco Eguiguren (RN) Francesca Figari (Ind. RN)                         | Andrea Guzmán                |
| 6[d](8)                                                                 | Gabriel Aránguiz (PRO) Julio Lobos (Ind. PRO) Nibaldo Pinto (Ind. PRO) Óscar Arancibia (Ind. PRO) Marggorie Zumarán (PRO)                                                                                      |                                                          | Marianella Benavides (PH) Diego Ibáñez (PH) Joel González (Ind. PH) Javiera Toledo (Poder) Alejandro Vergara (Poder) Lizet Briones (Ind. Poder) Luis Soto (PI) Claudia Arcos (PI) Fidel Cueto (RD)                       | Elizabeth Armstrong (AMP) Rodrigo Silva (AMP) Donna Herrera (AMP) Ashly Venegas (AMP) Jeanne Croocker (AMP) Igor Contreras (AMP) Manuel Cárdenas (AMP) Francisca Chahuán (Ind. AMP)                 | | Mauricio Riffo Carlos Lemus Pablo Recabal Edith Estay Sonia Cubillos                                                                                | Christian Urízar (PS) Marcelo Schilling (PS) Cynthia Burgos (PS) Mario Pérez (PRSD) Pedro Ávila (PRSD) Carolina Marzán (PPD) Ximena Rivillo (PPD) Camilo Sánchez (PCCh) Manuel Riesco (PCCh)   | Daniel Verdessi (PDC) Waleska Castillo (PDC) Ulises Tobar (PDC) Mario Fuentes (PDC) Patricio Barros (PDC)                                                                                                   | Javier Maldonado (EVOP) Pablo Kast (Ind. EVOP) Marcela Gutiérrez (Ind. EVOP) Camila Flores (RN) Andrés Longton (RN) Luis Pardo (RN) Giovanni Calderón (UDI) Erika Muñoz (UDI) Gustavo Alessandri (Ind. UDI)           |                              |
| 7[d](8)                                                                 | Iván Rojas (Ind. PRO) Myrna Sepúlveda (Ind. PRO) Víctor Villalobos (PRO) Nicola Hadwa (Ind. PRO) Nicoll Rojas (Ind. PRO) Marcos Montecinos (PRO)                                                               |                                                          | Jorge Rauld (PI) Milko Caracciolo (PI) Camila Rojas (Ind. PI) Jorge Brito (RD)Mabel Zúñiga (Ind. RD) John Parada (PH) Juan Pablo Paonessa (PH) Jorge Canales (Poder) Dann Espinoza (Ind. Poder)                          | Álvaro Sanhueza (AMP) Leonardo Contreras (AMP) Carlos Vio (AMP) Jaime Espinoza (AMP) Pastora Valderrama (AMP) Lucas Blaset (AMP) Rodrigo Cuevas (AMP) Crescencio López (AMP) Karen Pichunante (AMP) | | Jorge Estay Jorge Renault Luis Quijada Clarisa Ríos Jean Pierre Gutiérrez Marcia Tapia Ana Araya Bárbara González Juan Soto                         | Rodrigo González (PPD) Katherine Araya (PPD) Mario Soto (Ind. PPD) Jorge Coulón (PCCh) Edson Chávez (PCCh) Ricardo Bravo (PS) Marcelo Díaz (PS) Gigliola Centonzio (PRSD) Irma Troncoso (PRSD) | Víctor Torres (PDC) Mariella Valdés (PDC) Mariel Trigo (Ind. PDC) Jennifer Leiva (Ind. PDC) Mauricio Lillo (Ind. PDC) René Lues (PDC)                                                                       | Andrés Celis (RN) José Egido (RN) Trinidad Morán (RN) Rosario Pérez (RN) María José Hoffmann (UDI) Osvaldo Urrutia (UDI) Jorge Castro (UDI) Annette Rapu (Ind. UDI) Pilar Soberado (Ind. EVOP)                        |                              |
| 8[d](8)                                                                 | Camilo Lagos (PRO) Alexander Aránguiz (PRO) Berta Montecinos (PRO) Manuel Muñoz (PRO) Mauricio Santander (PRO) Hugo Norambuena (PRO) Michael Guerra (Ind. PRO) Gremidia Sagardia (Ind. PRO) David Blanco (PRO) |                                                          | Claudia Mix (Poder) Ricardo Camargo (Ind. Poder) María Teresa Álvarez (Ind. Poder) Ricardo Maldonado (PH) Cristóbal Mardones (PH) Doris González (Ind. PH) María José Leiva (PEV) Pablo Vidal (RD) Marcela Sandoval (RD) | | | Valdemar Sanhueza Mauricio Álvarez Paola Marcelli Ana María Molina Juan Hernández Silvio Rivera Víctor Iturrieta María Eugenia Parra Macarena Parra | Andrés Santander (PS) Gabriela Carrasco (PS)Pepe Auth (Ind. PRSD) Marcela Concha (Ind. PRSD) Alejandro Zisis (Ind. PPD) Miriam Bazaez (PPD) Lorena Pizarro (PCCh) Carmen Hertz (PCCh)          | Gabriel Silber (PDC) Víctor Osorio (Ind. PDC) Alejandra Monasterio (Ind. PDC) Cecilia Valdés (PDC) Evelyn Gómez (Ind. PDC)                                                                                  | Alejandra Bravo (PRI) Sebastián Lafaurie (PRI) Pablo Galdames (Ind. PRI) Mario Desbordes (RN) Andrea Ojeda (RN) Perla Seguel (RN) Patricio Melero (UDI) Pía Margarit (UDI) Joaquín Lavín León (UDI)                   |                              |
| 9[d](7)                                                                 | Andrea Condemarín (PRO) Alan Fancelli (PRO) Alejandra Navarrete (PRO) Pablo González (Ind. PRO) Valeska Oyarce (Ind. PRO) Roberto Martínez (Ind. PRO)                                                          |                                                          | Jorge Rosales (PEV) Maite Orsini (RD) Pablo Padilla (Ind. RD) Erick Coñomán (Poder) Kimberly Seguel (Poder) Catalina Vidal (PH) Diego Villas (PI) Sandra Uribe (Ind.PI)                                                  | | | Alejandro Aravena Guido González Valeria Soto Ana María Arias                                                                                       | Gonzalo Navarrete (PPD) Cristina Girardi (PPD) Alejandra Saa (PPD) Karol Cariola (PCCh) Boris Barrera (PCCh) Karina Delfino (PS) Francisco Flores (PS) Pilar Durán (PS)                        | Cristian Bowen (PDC) Rodrigo Albornoz (PDC) Humberto Sanhueza (PDC) Carolina Mora (PDC) | Mijaíl Bonito (EVOP) Sebastián Keitel (Ind. EVOP) Jorge Durán (RN) Katherine Martorell (RN) Erika Olivera (Ind. RN) Claudia Nogueira (UDI) Loreto Letelier (UDI) Cristóbal Leturia (UDI)                              | Eddy Roldán                  |
| 10[d](8)                                                                | Andrea Duarte (PRO) Raúl Villavicencio (PRO) Carolina Hinojosa (Ind. PRO) Jorge Arroyo (Ind. PRO) Julián Alcayaga (Ind. PRO) Patricia Valenzuela (Ind. PRO) Rodolfo Chelme (PRO)                               |                                                          | Giorgio Jackson (RD) Natalia Castillo (RD) Gonzalo Winter (RD) Francisco Figueroa (PEV) Patricio Neira (PEV) Rosario Olivares (PEV) Juan Carlos Santibáñez (Ind. PEV) Christian Pulgar (PH) Alberto Mayol (Ind. PI)      | | | Fabián Vásquez Sergio Gómez Angélica Cornejo Carla González Ninozka Sánchez Christian Jorquera                                                      | Julia Urquieta (PCCh) Javiera Olivares (PCCh) Ramón Farías (PPD) Verónica Pinilla (PPD) Maya Fernández (PS) Francys Foix (PS) Valeska Naranjo (Ind. PS) Carola Solís (PRSD)                    | Claudio Arriagada (PDC) Eva Jiménez (PDC) Nicolás Muñoz (PDC) Tito Monje (PDC) Pedro García (PDC) Ana Hernández (PDC)                                                                                       | Marcela Sabat (RN) Rosa Oyarce (RN) Sebastián Torrealba (RN) Jorge Alessandri Vergara (UDI) Carolina Lavín (UDI) Julio Isamit (Ind. UDI) Luciano Cruz-Coke (EVOP) Luis Larraín (Ind. EVOP) Cecilia Aguayo (Ind. EVOP) | Dauno Tótoro                 |
| 11[d](6)                                                                | Nicolás Menare (PRO) Miguel Ángel Rendón (Ind. PRO) Eliana Meléndez (PRO) Lilian Quilaqueo (PRO) Ana Mardones (PRO) Johanna Duarte (PRO) Marcela Yáñez (Ind. PRO)                                              |                                                          | Tomás Hirsch (PH) Fernando Encina (Ind. PH) Soledad Álamos (RD) Manuela Veloso (Ind. RD) Natalia Garrido (PI) Camila Ianiszewski (PI) Willem Schuitemaker (PEV)                                                          | | | Arturo Muñoz Luisa Parra Pablo Prado Lucía Rivera                                                                                                   | René Jofré (PPD) Enrique Accorsi (PPD) Patricia Cocas (Ind. PPD) Mauricio Abu-Ghosh (PCCh) Fernando Atria (PS) Vivienne Bachelet (PS) Tamara Moya (PS)                                         | Cristóbal Acevedo (PDC) Paulina Piñeiro (PDC) Nelson Hadad (PDC) Julio Madrid (PDC) Cecilia González (PDC)                                                                                                  | Francisco Undurraga (EVOP) Gonzalo Fuenzalida (RN) Catalina del Real (RN) Karin Luck (RN) Pablo Terrazas (UDI) Bárbara Soto (UDI) Guillermo Ramírez (UDI)                                                             |                              |
| 12[d](7)                                                                | David Henríquez (PRO) José Henríquez (PRO) Víctor Ortiz (PRO) Gladys Palma (PRO) Maribel Martínez (Ind. PRO) Claudio Herrera (PRO) Pablina Mella (Ind. PRO)                                                    |                                                          | Miguel Crispi (RD) Andrea Salazar (Ind. RD) Karina Oliva (Poder) Luis Mariano Rendón (Ind. Poder) José Hidalgo (Ind. Poder) Pamela Jiles (PH) Valentina Olivares (PH) Susana Hernández (PI)                              | | | Eduardo Gutiérrez Jorge Aravena Patricio Altamirano Gloria Gallardo                                                                                 | Camila Vallejo (PCCh) Amaro Labra (PCCh) Osvaldo Andrade (PS) María José Becerra (PS) Lorena Bustamante (PRSD) Jaime Escudero (PPD) Melissa Varas (PPD) Paz Suárez (PPD)                       | Nicole Valdebenito (PDC) Marcela Canales (PDC) | Leopoldo Pérez (RN) Ximena Ossandón (RN) Olga González (RN) Michelle Zunino (Ind. RN) Claudia Lange (UDI) María Teresa Lavín (UDI) Karla Jaña (UDI) Álvaro Carter (Ind. UDI)                                          | Patricio Muñoz               |
| 13[d](5)                                                                | Marcia Soto (Ind. PRO) Ana Toledo (PRO) Patricio Jiménez (Ind. PRO) Oscar Vargas (Ind. PRO) Cristian Díaz (PRO) Juan Manuel Casas (Ind. PRO)                                                                   |                                                          | Gael Yeomans (RD) César Solís (RD) Irma Pérez (PEV) Mauricio Carrasco (Ind. PEV) Gabriel Bravo (PI) Carlos Astudillo (PI)                                                                                                | | | Guillermo Aravena Gaspar Ortiz Cristián Baeza Zaida Falces                                                                                          | Guillermo Teillier (PCCh) Javiera Reyes (PCCh) Tucapel Jiménez (PPD) Camila Bruna (PPD) Daniel Melo (PS) Jaime Fuentealba (PS)                                                                 | Iván Fuentes (PDC) Rodolfo Seguel (PDC) Georgina Villablanca (PDC) Tamara Mora (PDC) Luis Acevedo (PDC) | Cristhian Moreira (UDI) Álvaro Pillado (UDI) Verónica Garrido (EVOP) Loreto Seguel (Ind. EVOP) Eduardo Durán (RN) Macarena Donoso (RN)                                                                                |                              |
| 14[d](6)                                                                | Marisela Santibáñez (PRO) Susana Sánchez (PRO) José Luis Stark (PRO) Marcia Milaqueo (Ind. PRO) Claudio Montero (Ind. PRO) Marcelo Vera (Ind. PRO) David Saldaña (PRO)                                         |                                                          | Francisco Valdés (PI) Alejandro Irarrázabal (PI) Carlos Navarro (PI) Juan Villavicencio (PH) Alena Gutiérrez (Ind. PH) Víctor Cerda (PEV) Renato Garín (RD)                                                              | | | Roberto Ovalle Mario Fajardo Denny Flores Esteban Cáceres Clara Ríos                                                                                | Leonardo Soto (PS) Raúl Leiva (PS) Yovanna Fuentes (Ind. PS) Marcia González (PRSD) Mario Gebauer (PPD) Ángel Bozán (PPD)                                                                      | Diego Calderón (PDC) Paula Zúñiga (PDC) David Morales (PDC) | Alejandra Novoa (RN) Angélica Pino (RN) Antonio Horvath Gutiérrez (RN) Juan Antonio Coloma Álamos (UDI) Jaime Bellolio (UDI) Isabel Labbé (UDI) Juana Silva (Ind. UDI)                                                |                              |
| 15[d](5)                                                                | Filomena Urbina (PRO) Benjamín Araneda (PRO) Víctor Camilla (PRO) Andrés Moreno (Ind. PRO) Cristian Rojas (Ind. PRO) Cristian Palma (Ind. PRO)                                                                 |                                                          | Karin Belmar (RD) Margarita Crespo (RD) Joaquín Arduengo (PH) Graciela Isla (Ind. PH) Andrés Leal (PH) | | Alfredo Valenzuela (FREVS) Catherine Fieldhouse (Ind. FREVS) Carol Hole (Ind. FREVS) Carlos Ortega (Ind. FREVS)                                 | Guido Miranda Emmanuel Lara Pablo Caroca Mariana Concha Leslie Díaz                                                                                 | Felipe Letelier (PPD) Eduardo Vergara (PPD) Juan Luis Castro (PS) Óscar Ávila (PS) Rodolfo Núñez (PCCh)                                                                                        | Francisco Parraguez (IC) Juan Carlos Olmos (Ind. IC) Alejandro Sule (Ind. IC) Andrés Lorca (PDC) Jorge Frei (PDC) Raúl Soto (PDC)                                                                           | Javier Macaya (UDI) Paulina Orellana (Ind. UDI) Issa Kort (UDI) Ivonne Mangelsdorff (RN) Pamela Medina (Ind. RN) Diego Schalper (Ind. RN)                                                                             |                              |
| 16[d](4)                                                                | Nilza Rojas (PRO) José Argomedo (PRO) |                                                          | Rubén Andino (PH) Adriana Román (Ind. PH) Ricardo Lisboa (PH) Claudio Canepa (RD) María Huala (Ind. RD) | | Alejandra Sepúlveda (FREVS) Lisette Bosshard (FREVS) Víctor Bustamante (FREVS) Alexandra Díaz (Ind. FREVS)                                      | Katherine Rojas | Cosme Mellado (PRSD) Camilo García (PRSD) Morín Contreras (PS) Sergio Salazar (PS) Carolina Cucumides (PPD)                                                                                    | Juan Carlos Latorre (PDC) Macarena Zapata (Ind. PDC) Patricia Ibaceta (PDC) Sebastián Llantén (PDC) Christian González (Ind. IC)                                                                            | Julio Ibarra (RN) Mauricio Boza (RN) Ramón Barros (UDI) Virginia Troncoso (UDI) Vanessa Cabello (UDI) | Samuel Flores                |
| 17[d](7)                                                                | Fernando Leal (País) Pamela Valenzuela (Ind. País) Ivonne San Luis (Ind. País) José Manuel Araya (País) Rosa Riquelme (País) Genaro Maldonado (PRO)                                                            |                                                          | Nataly Rojas (RD) Valeria Ortega (RD) Marcelo Rioseco (PH) Iván Sepúlveda (PH) Florcita Alarcón (PH) Juan Herrera (Ind. PL) Gabriela Torres (Ind. PL) Iván Morán (PL)                                                    | Juan Pulgar (Ind. CIU) Carlos Muñoz (CIU) Lilian Unda (Ind. CIU) Mauricio Aguilera (CIU) Valeria Arancibia (CIU)                                                                                    | | | Alexis Sepúlveda (PRSD) Juan Norambuena (PRSD) Jorge Céspedes (PS) Boris Durán (PS) Alejandra Suazo (PS) Beatriz Villena (PPD) Henry Varas (PPD)                                               | Roberto León (PDC) Pablo Lorenzini (PDC) Claudia Sánchez (PDC) Graciela Torres (PDC) Viviana Gulppi (IC) | Celso Morales (UDI) Elena Rojas (UDI) Pedro Álvarez-Salamanca (UDI) Germán Verdugo (Ind. UDI) Elías Vistoso (EVOP) Gonzalo Montero (RN) Hugo Rey (RN) Pablo Prieto (Ind. RN)                                          |                              |
| 18[d](3)                                                                | Lorena Arellano (PRO) María Saavedra (PRO) Samuel Jiménez (Ind. PRO) Eudaldo González (Ind. PRO) Alexander Mitjaew (Ind. País)                                                                                 |                                                          | Carlos Tillería (RD) Lilian Cancino (RD) Natalia Villalobos (PH) Sergio Carvajal (PH) | Paola Cabezas (Ind. CIU) Gonzalo Jara (CIU) Álvaro Arrieta (CIU) | | | Jaime Naranjo (PS) Guillermo Ceroni (PPD) María Antonieta Rojas (PPD) Francisca Bascuñán (PRSD) Rodolfo Aranda (Ind. PRSD)                                                                     | Manuel Matta (PDC) Claudia Aravena (PDC) Pablo Gutiérrez (PDC) | Felipe Cisternas (RN) Alejandra Ramírez (RN) Ignacio Urrutia (UDI) Rolando Rentería (UDI) |                              |
| 19[d](5)                                                                | Cristián Quiroz (País) Richard Pincheira (Ind. País) Carlos Astete (PRO) Fanny Araya (PRO) |                                                          | Enrique Jara (PI) José Luis Guzmán (Ind. PI) Carolina Monsalves (Ind. PEV) Ximena Larenas (PEV) Jovinessa Mujica (PH) | Rocío Guzmán (AMP) Hugo Guiñez (AMP) Alejandra Sepúlveda (Ind. AMP) María José Rubilar (AMP) | | | Carlos Abel Jarpa (PRSD) Julia Torres (Ind. PRSD) Loreto Carvajal (PPD) Manuel Bello (PPD) Gina Hidalgo (PS) Soledad Tohá (PS)                                                                 | Jorge Sabag (PDC) Patricia Saldías (PDC) Graciela Suárez (PDC) Marcia Wall (PDC) | Gustavo Sanhueza (UDI) Margarita Letelier (UDI) Cristóbal Martínez (Ind. UDI) Frank Sauerbaum (RN) Jacqueline Guiñez (RN) Horacio Bórquez (RN)                                                                        |                              |
| 20[d](8)                                                                | Hernán Pino (PRO) Manuel López (PRO) Rodolfo Ruiz (PRO) Mario Jara (PRO) Roberto Francesconi (Ind. PRO) Renzo Galgani (País) Damaris Hernández (País) Jorge Aguayo (País) Viviana Navarro (País)               |                                                          | Félix González (PEV) Raquel Rebolledo (PEV) Paula Opazo (PEV) Elizabeth Mujica (PEV) Cristian Cuevas (PH) Loreto Muñoz (PH) Camilo Riffo (PH) Claudia Monje (Ind. PH) Mauricio Pérez (PI)                                | Alejandra Flores (AMP) Mauricio Salgado (AMP) Miguel Ángel Pezo (AMP) María Magdalena González (AMP)                                                                                                | | | Victoria Fariña (PCCh) Fernando Antinao (PCCh) Cristian Campos (PPD) Fabiola Lagos (PPD) Berta Belmar (PPD) Lily Oñate (PRSD) Gastón Saavedra (PS) Vania Salazar (PS) Jaime Tohá (PS)          | José Miguel Ortiz (PDC) Marcelo Chávez (PDC) Karla Muñoz (PDC) Gabriel Albistur (Ind. MASR) Baldramina Henríquez (MASR) Paola Bustos (MASR) Felipe Hernández (MASR) José Lara (MASR) Macarena Agusto (MASR) | Francesca Parodi (EVOP) Claudio Eguiluz (RN) Francesca Muñoz (RN) Leonidas Romero (RN) Gabriel Torres (RN) Enrique van Rysselberghe (UDI) Sergio Bobadilla (UDI) Claudia Hurtado (UDI) Jorge Ulloa (UDI)              | Elías Ramos                  |
| 21[d](5)                                                                | Miguel Ángel Palta (PRO) Domingo Montecinos (Ind. PRO) |                                                          | Alfonso Belmar (PEV) Jorge Bustos (PEV) Sandra Oliva (PI) Tamara Ortiz (PI) Carla Bosselin (PI) Sandra Velásquez (PH) | | | | José Pérez (PRSD) Óscar Cabrera (PRSD) Manuel Monsalve (PS) Roberto Poblete (Ind. PS) Jorge González (PCCh) Rodrigo Daroch (PPD)                                                               | Joanna Pérez (PDC) Juan Macaya (PDC) Patricio Pinilla (PDC) | Cristóbal Urruticoechea (RN) Marlene Guzmán (RN) Iván Norambuena (UDI) María Ríos (UDI) René Núñez (EVOP) Carla Ceballos (Ind. EVOP)                                                                                  |                              |
| 22[d](4)                                                                | |                                                          | Evaristo Curical (Ind. PH) Jenny Rivera (PH) | | | | Andrea Parra (PPD) Guillermo Jaramillo (PPD) Alejandro Blamey (Ind. PS) Andrea Saavedra (PS) Pamela Ovalle (PS)                                                                                | Mario Venegas (PDC) Juan Chodiman (PDC) Rayén Inglés (PDC) | Gregorio de la Maza (UDI) Gloria Naveillan (UDI) Diego Paulsen (RN) María Soledad Castillo (RN) Jorge Rathgeb (RN) |                              |
| 23[d](7)                                                                | Guillermo Allende (País) Ernesto Lavandero (Ind. País) Pamela Garcés (Ind. País) Paola Santibáñez (Ind. PRO) Nills Cid (PRO)                                                                                   |                                                          | Felipe Valdebenito (PH) José Ancalao (PH) Lissette Godoy (Ind. PH) Catalina Valenzuela (PH) Ana Abarca (PH) | Iván Cerda (AMP) Edgardo Sepúlveda (Ind. AMP) Erika Chávez (Ind. AMP) Claudia Subiabre (AMP) Víctor Seguel (AMP) Richard Caifal (Ind. AMP)                                                          | | | Ricardo Celis (PPD) José Montalva (PPD) Fernando Meza (PRSD) Mario González (PRSD) Andrea Mercado (Ind. PRSD) Rodrigo González (PS) Ximena Oñate (PS) Tamara Torres (PCCh)                     | Andrés Jouannet (PDC) Hilda Horta (PDC) Luis Campos (PDC) | Andrés Molina (EVOP) Sebastián Álvarez (EVOP) Marisol Rozas (Ind. EVOP) br>René Manuel García (RN) Miguel Mellado (RN) Laura San Cristóbal (RN) Henry Leal (UDI) Kurt Horta (UDI)                                     | René Saffirio Patricio Rivas |
| 24[d](5)                                                                | Pablo Moya (PRO) Silvia Guala (PRO) Luis Schwaiger (Ind. PRO) |                                                          | Carla Amtmann (RD) Vladimir Riesco (RD) María Angélica Alvear (PH) Bayron Velásquez (PH) Vicente Gómez (PEV) Cari Álvarez (PEV)                                                                                          | Hernán Urrutia (CIU) Javiera Arias (CIU) Claudia Chávez (CIU) Marcela Garrido (Ind. CIU) Francisco Javier Núñez (CIU) Paula Gurovich (Ind. Todos)                                                   | | | Marcos Ilabaca (PS) Patricio Rosas (PS) Abernego Mardones (PCCh) Enrique Jaramillo (PPD) Carla Soto (PPD)                                                                                      | Iván Flores (PDC) Myrtha Peralta (PDC) Óscar Leiva González (Ind. PDC) Marlyn Leupin (Ind. PDC) Juan Carlos Tobar (PDC)                                                                                     | Eduardo Salas (PRI) Patricia Martínez (Ind. PRI) Bernardo Berger (RN) Álvaro Vargas (RN) Gastón von Mühlenbrock (UDI) Ann Hunter (Ind. UDI)                                                                           |                              |
| 25[d](4)                                                                | Ruth Seemann (PRO) José Manuel Santana (Ind. PRO) Sonia Silva (Ind. PRO) Alicia Marín (PRO) |                                                          | Pamela Leal (Poder) Germán Cartes (Ind. Poder) Catalina Yovane (Ind. Poder) | María Ignacia Buono-core (Ind. Todos) Claude Routhier (Ind. Todos) Jorge Tejeda (Ind. CIU) Carolina Dupuy (Ind. CIU) Rodrigo Moreno (CIU)                                                           | Rodrigo Toledo (DRP) Kassandra Muñoz (DRP) Angélica Henríquez (Ind. DRP) María José Levicoi (Ind. DRP) Alejandra Arcos (Ind. DRP)               | | Margarita Pérez (PCCh) Catalina Velásquez (PCCh) Fidel Espinoza (PS) Emilia Nuyado (PS) Gustavo Salvo (Ind. PPD)                                                                               | Sergio Ojeda (PDC) Karla Benavides (PDC) Marianela Huenchor (PDC) Miguel Arredondo (PDC) | Javier Hernández (UDI) Soraya Said (Ind. UDI) Amanda Milosevich (EVOP) Harry Jurgensen (RN) Andrea Rosmanich (RN) | Luis Abarca                  |
| 26[d](5)                                                                | Raúl Oliva (PRO) Gonzalo Valenzuela (PRO) María Oyarzo (PRO) Paula Millacura (PRO) Óscar Macías (PRO) Francisco Bucat (Ind. PRO)                                                                               |                                                          | Alejandro Bernales (PL) Ivonne Lecaros (Ind. PL) Sandra Vega (PEV) Eduardo Ocampo (Ind. PEV) | Alexis Barría (CIU) Carolina Pino (CIU) María Pérez (CIU) Luis Vergara (CIU) Nelson Guzmán (Todos) Marva Vargas (Ind. Todos)                                                                        | José Roberto Aburto (DRP) Zandra Parisi (DRP) María Pascuales (DRP) Héctor Aguilera (DRP) Erika Guaiquin (Ind. DRP) Ana María Calisto (Ind-DRP) | | Claudio Oyarzún (PPD) Gloria González (PPD) Jenny Álvarez (PS) Ramón Espinoza (PS) Carlos Contreras (PRSD)                                                                                     | Claudio Martínez (PDC) Gabriel Ascencio (PDC) | Marisol Turres (UDI) Francisco Muñoz (UDI) Orieta González (UDI) Alejandro Santana (RN) Carlos Kuschel (RN) José Segura (RN)                                                                                          |                              |
| 27[d](3)                                                                | |                                                          | | Víctor Bórquez (CIU) Marisol Pinilla (CIU) Eduardo Romo (Ind. Todos) Sara Martínez (Ind. Todos) | Elson Bórquez (DRP) Pedro Vergara (DRP) Jessica Torres (Ind. DRP) Tamara Espinoza (DRP)                                                         | | Marisol Martínez (PS) Jorge Calderón (PRSD) René Alinco (Ind. PPD) Roxana Pey (Ind. PCCh) | Miguel Ángel Calisto (PDC) Carmen Gloria Martínez (PDC) René Legue (PDC) | Néstor Mera (UDI) Aracely Leuquén (RN) Geoconda Navarrete (EVOP) Patricio Henríquez (PRI) | Cecilio Aguilar              |
| 28[d](3)                                                                | |                                                          | Gabriel Boric (Ind. PH) Carolina Saldivia (Ind. PH) Juan Mancilla (Ind. PH) Denisse Guerra (Ind. PH) | | Mario Esquivel (Ind. DRP) Marla Vargas (Ind. DRP) Jorge Paredes (Ind. DRP)                                                                      | | Vladimiro Mimiça (Ind. PS) Domingo Rubilar (PPD) Francisco Alarcón (PCCh) Karim Bianchi (Ind. PRSD)                                                                                            | Juan Morano (PDC) Carlos Mandriaza (PDC) Eugenia Mancilla (PDC) | Juan José Arcos (PRI) Nicolás Cogler (RN) Sandra Amar (Ind. UDI) Helga Neumann (EVOP) |                              |
| Nota: Entre parênteses está o número de deputados eleitos por distrito. | |                                                          | | | | | | | |                              |

## Campanha

### Slogans dos partidos
- PRO: Chile dos livres.
- PTR: Vote trabalhadores!
- PEV: Por um Chile ecológico.
- PI: Que o povo mande.
- PH: Vote humanista, vote Lista G.
- Amplitude: Amplitude está com Piñera.
- Cidadãos: Decida diferente.
- Todos: A democracia do futuro.
- DRP: Autênticos regionalistas.
- PS: Vamos contigo!
- PRSD: Pessoas que dão confiança.
- PPD: O futuro é de todos. Chile é de todos.
- PCCh: Chile pode mais. Lista N, vote comunista.
- PDC: Sempre por Chile.
- MAS: Com Guillier e contigo, somos MAS.
- UDI: Há equipe.
- RN: Piñera é RN.
- Evópoli: Somos futuro.

### Horário eleitoral
O horário eleitoral começou a ser emitido pelas canais de televisão a partir de 20 de outubro, e os tempos destinados a cada partido ou candidatura foram acordados pelo Conselho Nacional de Televisão, ficando distribuídos da seguinte forma:
| Lista / Partido                           | Tempo   |
| ----------------------------------------- | ------- |
| Frente Ampla                              | 1:12,16 |
| Revolução Democrática                     | 0:01,11 |
| Poder Cidadão                             | 0:01,11 |
| Partido Ecologista Verde                  | 0:07,01 |
| Partido Igualdade                         | 0:14,12 |
| Partido Humanista                         | 0:44,25 |
| Partido Liberal                           | 0:03,17 |
| Somemos                                   | 0:04,03 |
| Amplitude                                 | 0:01,11 |
| Cidadãos                                  | 0:01,11 |
| Todos                                     | 0:01,11 |
| Partido dos Trabalhadores Revolucionários | 0:01,11 |
| Coalizão Regionalista Verde               | 0:02,22 |
| Democracia Regional Patagônica            | 0:01,11 |
| Federação Regionalista Verde Social       | 0:01,11 |
| Por Todo Chile                            | 0:51,29 |
| Partido Progressista                      | 0:50,18 |
| País                                      | 0:01,11 |
| Convergência Democrática                  | 3:30,09 |
| Partido Democrata Cristão                 | 3:27,17 |
| Esquerda Cidadã                           | 0:01,11 |
| MAS Região                                | 0:01,11 |
| União Patriótica                          | 0:01,11 |
| A Força da Maioria                        | 6:39,03 |
| Partido Radical Social-democrata          | 0:48,15 |
| Partido Comunista                         | 0:54,28 |
| Partido Socialista                        | 2:28,14 |
| Partido Pela Democracia                   | 2:27,06 |
| Chile Vamos                               | 7:35,02 |
| Renovação Nacional                        | 3:19,06 |
| União Democrática Independente            | 4:13,04 |
| Partido Regionalista Independente         | 0:01,11 |
| Evolução Política                         | 0:01,11 |
| Candidatos independentes                  | 0:01,11 |

## Resultados por Partido

### Senado da República
Conforme a ordem da cédula eleitoral, as respectivas votações para as agremiações partidárias.
| Coalizão / Partido                                      | Coalizão / Partido             | Sigla                  | Votos     | %       | Sen.    | %       | ± %     | ± Sen.  |
| ------------------------------------------------------- | ------------------------------ | ---------------------- | --------- | ------- | ------- | ------- | ------- | ------- |
| B                                                       | Por Todo Chile                 |                        | 22 929    | 1,38 %  | 0       | 0,00 %  |         |         |
|                                                         | País                           | PAIS                   | 6 970     | 0,42 %  | 0       | 0 %     |         |         |
| Partido Progressista                                    | PRO                            | 15 959                 | 0,42 %    | 0       | 0 %     |         |         |         |
| G                                                       | Frente Ampla                   |                        | 184 333   | 11,06 % | 1       | 4,34 %  |         |         |
|                                                         | Partido Humanista              | PH                     | 62 223    | 3,73 %  | 0       | 0 %     | 0,26 %  |         |
| Partido Igualdade                                       | IGUAL                          | 26 640                 | 1,60 %    | 0       | 0 %     | 0,03 %  |         |         |
| Partido Liberal                                         | PL                             | 28 774                 | 1,73 %    | 0       | 0       |         |         |         |
| Poder Cidadão                                           | PODER                          | 28 472                 | 1,71 %    | 0       | 0 %     |         |         |         |
| Revolução Democrática                                   | RD                             | 38 224                 | 2,29 %    | 1       | 4,34 %  |         |         |         |
| H                                                       | Somemos                        |                        | 112 985   | 6,78 %  | 0       | 0 %     |         |         |
|                                                         | Amplitude                      | AMP                    | 62 601    | 3,76 %  | 0       | 0 %     |         |         |
| Cidadãos                                                | CIU                            | 45 636                 | 2,74 %    | 0       | 0 %     |         |         |         |
| Todos                                                   | TODOS                          | 4 748                  | 0,28 %    | 0       | 0 %     |         |         |         |
| K                                                       | Coalizão Regionalista Verde    |                        | 2 916     | 0,17 %  | 0       | 0 %     |         |         |
|                                                         | Democracia Regional Patagônica | DRP                    | 519       | 0,03 %  | 0       | 0 %     |         |         |
| Federação Regionalista Verde Social                     | FREVS                          | 2 397                  | 0,14 %    | 0       | 0 %     |         |         |         |
| M                                                       | União Patriótica               | UPA                    | 7 312     | 0,44 %  | 0       | 0 %     |         |         |
| N                                                       | A Força da Maioria             |                        | 380 203   | 22,82 % | 7       | 30,43 % |         |         |
|                                                         | Partido Comunista do Chile     | PCCh                   | 20 209    | 1,21 %  | 0       | 0 %     | 1,07 %  |         |
| Partido Pela Democracia                                 | PPD                            | 200 299                | 12,02 %   | 4       | 17,39 % | -0,31 % | +1      |         |
| Partido Radical Social-democrata                        | PRSD                           | 34 448                 | 2,07 %    | 0       | 0 %     |         |         |         |
| Partido Socialista do Chile                             | PS                             | 125 247                | 7,52 %    | 3       | 13,04 % | -8,64 % | +1      |         |
| O                                                       | Convergência Democrática       |                        | 238 644   | 14,32 % | 3       | 13,04 % |         |         |
|                                                         | MAS Região                     | MR                     | 661       | 0,04 %  | 0       | 0 %     | -3,43 % | Estável |
| Partido Democrata Cristão                               | PDC                            | 237 983                | 14,28 %   | 3       | 13,04 % | -1,84 % | Estável |         |
| P                                                       | Chile Vamos                    |                        | 628 320   | 37,71 % | 12      | 52,17 % | -1,04 % | +5      |
|                                                         | Evolução Política              | EVOP                   | 67 801    | 4,07 %  | 2       | 8,69 %  |         |         |
| Renovación Nacional                                     | RN                             | 349 622                | 20,98 %   | 6       | 26,08 % | 4,71 %  | +4      |         |
| Unión Demócrata Independiente                           | UDI                            | 210 897                | 12,66 %   | 4       | 17,39 % | -2,04 % | −1      |         |
|                                                         | Independentes fora de coalizão | IND                    | 88 701    | 5,32 %  | 0       | 0 %     | 3,80 %  | −1      |
| Total de votos válidos                                  | Total de votos válidos         | Total de votos válidos | 1 666 343 | 91,59 % |         |         |         |         |
| Votos nulos                                             | Votos nulos                    | Votos nulos            | 70 958    | 3,90 %  |         |         |         |         |
| Votos em branco                                         | Votos em branco                | Votos em branco        | 81 964    | 4,51 %  |         |         |         |         |
| Total de votos                                          | Total de votos                 | Total de votos         | 1 819 265 | 100 %   |         |         |         |         |
| Resultados: 100% das mesas de votação apuradas (TRICEL) |                                |                        |           |         |         |         |         |         |

### Câmara dos Deputados
Conforme a ordem da cédula eleitoral, as respectivas votações para as agremiações partidárias.
| Coalizão / Partido                                       | Coalizão / Partido                        | Sigla                  | Votos     | %       | Dep.    | %       | ± %      | ± Dep.  |
| -------------------------------------------------------- | ----------------------------------------- | ---------------------- | --------- | ------- | ------- | ------- | -------- | ------- |
| B                                                        | Por Todo Chile                            |                        | 235 576   | 3,93 %  | 1       | 0,65 %  |          |         |
|                                                          | País                                      | PAIS                   | 35 466    | 0,59 %  | 0       | 0 %     |          |         |
| Partido Progressista                                     | PRO                                       | 200 110                | 3,34 %    | 1       | 0,65 %  | 0,45 %  | +1       |         |
| D                                                        | Partido dos Trabalhadores Revolucionários | PTR                    | 4 665     | 0,08 %  | 0       | 0 %     |          |         |
| G                                                        | Frente Ampla                              |                        | 989 353   | 16,50 % | 20      | 12,90 % |          |         |
|                                                          | Partido Ecologista Verde                  | PEV                    | 128 789   | 2,15 %  | 1       | 0,65 %  | 1,62 %   | +1      |
| Partido Humanista                                        | PH                                        | 253 822                | 4,23 %    | 5       | 3,22 %  | 3,06 %  | +5       |         |
| Partido Igualdade                                        | IGUAL                                     | 129 310                | 2,16 %    | 1       | 0,65 %  | 1,08 %  | +1       |         |
| Partido Liberal                                          | PL                                        | 46 502                 | 0,78 %    | 2       | 1,29 %  | 0,51 %  | +1       |         |
| Poder Cidadão                                            | PODER                                     | 87 737                 | 1,46 %    | 1       | 0,65 %  |         |          |         |
| Revolução Democrática                                    | RD                                        | 343 193                | 5,72 %    | 10      | 6,45 %  |         |          |         |
| H                                                        | Somemos                                   |                        | 94 477    | 1,58 %  | 0       | 0 %     |          |         |
|                                                          | Amplitude                                 | AMP                    | 61 302    | 1,02 %  | 0       | 0 %     |          |         |
| Cidadãos                                                 | CIU                                       | 30 300                 | 0,51 %    | 0       | 0 %     |         |          |         |
| Todos                                                    | TODOS                                     | 2 875                  | 0,05 %    | 0       | 0 %     |         |          |         |
| K                                                        | Coalizão Regionalista Verde               |                        | 115 323   | 1,92 %  | 4       | 2,58 %  |          |         |
|                                                          | Democracia Regional Patagônica            | DRP                    | 20 759    | 0,34 %  | 0       | 0 %     |          |         |
| Federação Regionalista Verde Social                      | FREVS                                     | 94 744                 | 1,58 %    | 4       | 2,58 %  |         |          |         |
| M                                                        | União Patriótica                          | UPA                    | 51 369    | 0,86 %  | 0       | 0 %     |          |         |
| N                                                        | A Força da Maioria                        |                        | 1 442 196 | 24,05 % | 43      | 27,74 % | -10,59 % | -3      |
|                                                          | Partido Comunista do Chile                | PCCh                   | 274 935   | 4,58 %  | 8       | 5,16 %  | 0,16 %   | +2      |
| Partido Pela Democracia                                  | PPD                                       | 365 779                | 6,10 %    | 8       | 5,16 %  | -7,34 % | −7       |         |
| Partido Radical Social-democrata                         | PRSD                                      | 216 510                | 3,61 %    | 8       | 5,16 %  | 0,16 %  | +2       |         |
| Partido Socialista do Chile                              | PS                                        | 584 972                | 9,75 %    | 19      | 12,25 % | 0,25 %  | +4       |         |
| O                                                        | Convergência Democrática                  |                        | 640 612   | 10,62 % | 14      | 8,38 %  | 9,95 %   | −9      |
|                                                          | MAS Região                                | MR                     | 9 600     | 0,16 %  | 0       | 0 %     | Estável  | Estável |
| Partido Democrata Cristão                                | PDC                                       | 616 668                | 10,28 %   | 14      | 17,5 %  | -9,12 % | −8       |         |
| Esquerda Cidadã                                          | IC                                        | 14 344                 | 0,24 %    | 0       | 0 %     | −0,83 % | −1       |         |
| P                                                        | Chile Vamos                               |                        | 2 318 719 | 38,66 % | 72      | 47,09 % | 6,26 %   | +24     |
|                                                          | Evolução Política                         | EVOP                   | 255 193   | 4,26 %  | 6       | 3,87 %  | 3,87 %   | +6      |
| Partido Regionalista Independente                        | PRI                                       | 39 730                 | 0,66 %    | 0       | 0 %     | Estável | Estável  |         |
| Renovación Nacional                                      | RN                                        | 1 066 764              | 17,79 %   | 36      | 15,83 % | 7,39 %  | +17      |         |
| Unión Demócrata Independiente                            | UDI                                       | 957 032                | 15,96 %   | 30      | 20,00 % | −4,16 % | +2       |         |
|                                                          | Independentes fora de coalizão            | IND                    | 104 960   | 1,75 %  | 1       | 0,64 %  | −4,16 %  | −2      |
| Total de votos válidos                                   | Total de votos válidos                    | Total de votos válidos | 5 997 250 | 89,83 % |         |         |          |         |
| Votos nulos                                              | Votos nulos                               | Votos nulos            | 317 734   | 4,76 %  |         |         |          |         |
| Votos em branco                                          | Votos em branco                           | Votos em branco        | 361 341   | 5,41 %  |         |         |          |         |
| Total de votos                                           | Total de votos                            | Total de votos         | 6 676 325 | 100 %   |         |         |          |         |
| Resultados: 100 % das mesas de votação apuradas (TRICEL) |                                           |                        |           |         |         |         |          |         |

## Parlamentares eleitos

### Lista de Senadores 2018-2026
Em itálico estão os senadores eleitos nas eleições parlamentares em 2013 para o mandato 2014-2022.
| Circ.      | Senador                              | Coalizão | Partido   | Votos   | %?     |
| ---------- | ------------------------------------ | -------- | --------- | ------- | ------ |
| I[c]       | José Miguel Insulza Salinas          | LFM      | PS        | 14 501  | 29,29% |
| I[c]       | José Durana Semir                    | ChV      | UDI       | 9 639   | 13,43% |
| II[c]      | Jorge Soria Quiroga                  | LFM      | Ind. PPD  | 31 594  | 34,17% |
| II[c]      | Luz Ebensperger Orrego               | ChV      | UDI       | 21 155  | 22,88% |
| ex-II[c]   | Pedro Araya Guerrero                 | CODE     | Ind. PDC  |         |        |
| ex-II[c]   | Alejandro Guillier Álvarez           | LFM      | Ind. PRSD |         |        |
| IV[c]      | Yasna Provoste Campillay             | CODE     | PDC       | 32 583  | 34,25% |
| IV[c]      | Rafael Prohens Espinosa              | ChV      | RN        | 17 574  | 18,47% |
| ex-IV[c]   | Jorge Pizarro Soto                   | CODE     | PDC       |         |        |
| ex-IV[c]   | Adriana Muñoz D'Albora               | LFM      | PPD       |         |        |
| VI[c]      | Francisco Chahuán Chahuán            | ChV      | RN        | 150 031 | 22,60% |
| VI[c]      | Kenneth Pugh Olavarría               | ChV      | RN        | 14 241  | 2,14%  |
| VI[c]      | Ricardo Lagos Weber                  | LFM      | PPD       | 74 015  | 11,15% |
| VI[c]      | Isabel Allende Bussi                 | LFM      | PS        | 59 147  | 8,91%  |
| VI[c]      | Juán Ignacio Latorre Riveros         | FA       | RD        | 30 528  | 4,60%  |
| ex-VII[c]  | Guido Girardi Lavín                  | LFM      | PPD       |         |        |
| ex-VII[c]  | Andrés Allamand Zavala               | ChV      | RN        |         |        |
| ex-VIII[c] | Carlos Montes Cisternas              | LFM      | PS        |         |        |
| ex-VIII[c] | Manuel José Ossandón Irarrázabal     | ChV      | RN        |         |        |
| ex-IX[c]   | Juan Pablo Letelier Morel            | LFM      | PS        |         |        |
| ex-IX[c]   | Alejandro García-Huidobro Sanfuentes | ChV      | UDI       |         |        |
| IX[c]      | es:Juan Castro Prieto                | ChV      | RN        | 54 433  | 14,71% |
| IX[c]      | Rodrigo Galilea Vial                 | ChV      | RN        | 28 268  | 7,64%  |
| IX[c]      | Juan Antonio Coloma Correa           | ChV      | UDI       | 58 595  | 15,83% |
| IX[c]      | Ximena Rincón González               | CODE     | PDC       | 38 697  | 10,46% |
| IX[c]      | Álvaro Elizalde Soto                 | LFM      | PS        | 30 900  | 8,35%  |
| ex-XII[c]  | Alejandro Navarro Brain              | PTCH     | País      |         |        |
| ex-XII[c]  | Jacqueline van Rysselberghe Herrera  | ChV      | UDI       |         |        |
| ex-XIII[c] | Felipe Harboe Bascuñán               | LFM      | PPD       |         |        |
| ex-XIII[c] | es:Víctor Pérez Varela               | ChV      | UDI       |         |        |
| XI[c]      | Felipe Kast Sommerhoff               | ChV      | EVOP      | 63 601  | 18,84% |
| XI[c]      | Carmen Gloria Aravena Acuña          | ChV      | EVOP      | 4 200   | 1,24%  |
| XI[c]      | José García Ruminot                  | ChV      | RN        | 33 456  | 9,91%  |
| XI[c]      | Francisco Huenchumilla Jaramillo     | CODE     | PDC       | 38 185  | 11,31% |
| XI[c]      | Jaime Quintana Leal                  | LFM      | PPD       | 34 285  | 10,16% |
| ex-XVI[c]  | Alfonso de Urresti Longton           | LFM      | PS        |         |        |
| ex-XVI[c]  | Ena von Baer Jahn                    | ChV      | UDI       |         |        |
| ex-XVII[c] | Rabindranath Quinteros Lara          | LFM      | PS        |         |        |
| ex-XVII[c] | Iván Moreira Barros                  | ChV      | UDI       |         |        |
| XIV[c]     | David Sandoval Plaza                 | ChV      | UDI       | 7 311   | 20,50% |
| XIV[c]     | Ximena Órdenez Neira                 | LFM      | Ind. PPD  | 5 405   | 15,16% |
| ex-XIX[c]  | Carolina Goic Boroevic               | CODE     | PDC       |         |        |
| ex-XIX[c]  | Carlos Bianchi Chelech               | IND      | Ind.      |         |        |

### Deputados eleitos para o Mandato 2018-2022
| Dist. | Deputado                      | Coalizão | Partido    | Votos   | %       |
| ----- | ----------------------------- | -------- | ---------- | ------- | ------- |
| 1[d]  | Vlado Mirosevic Verdugo       | FA       | PL         | 24 172  | 34,09 % |
| 1[d]  | Nino Baltolu Rasera           | ChV      | UDI        | 9 225   | 13,01 % |
| 1[d]  | Luis Rocafull López           | LFM      | PS         | 6404    | 9,03 %  |
| 2[d]  | Renzo Trisotti Martínez       | ChV      | UDI        | 19 889  | 22,26 % |
| 2[d]  | Ramón Galleguillos Castillo   | ChV      | RN         | 17 006  | 19,04 % |
| 2[d]  | Hugo Gutiérrez Gálvez         | LFM      | PCCh       | 14 190  | 15,88 % |
| 3[d]  | Paulina Núñez Urrutia         | ChV      | RN         | 37 779  | 23,29 % |
| 3[d]  | José Miguel Castro Bascuñán   | ChV      | RN         | 5180    | 3,19 %  |
| 3[d]  | Marcela Hernando Pérez        | LFM      | PRSD       | 14 828  | 9,13 %  |
| 3[d]  | Esteban Velásquez Núñez       | CRV      | FREVS      | 10 071  | 6,2 %   |
| 3[d]  | Catalina Pérez Salinas        | FA       | RD         | 6092    | 3,75 %  |
| 4[d]  | Daniella Cicardini Milla      | LFM      | PS         | 16 486  | 17,56 % |
| 4[d]  | Juan Santana Castillo         | LFM      | PS         | 6 246   | 6,65 %  |
| 4[d]  | Sofía Cid Versalovic          | ChV      | RN         | 13 306  | 14,17 % |
| 4[d]  | Nicolás Noman Garrido         | ChV      | UDI        | 5979    | 6,37 %  |
| 4[d]  | Jaime Mulet Martínez          | CRV      | FREVS      | 9437    | 10,5 %  |
| 5d]   | Sergio Gahona Salazar         | ChV      | UDI        | 27 328  | 11,76 % |
| 5d]   | Juán Manuel Fuenzalida Cobo   | ChV      | UDI        | 4 322   | 1,86 %  |
| 5d]   | Francisco Eguiguren Correa    | ChV      | RN         | 11 119  | 4,78 %  |
| 5d]   | Pedro Velásquez Seguel        | CRV      | Ind. FREVS | 22 477  | 9,67 %  |
| 5d]   | Daniel Núñez Arancibia        | LFM      | PCCh       | 15 347  | 6,6 %   |
| 5d]   | Raúl Saldívar Auger           | LFM      | PS         | 11 068  | 4,76 %  |
| 5d]   | Matías Walker Prieto          | CODE     | PDC        | 15 456  | 6,65 %  |
| 6[d]  | Andrés Longton Herrera        | ChV      | RN         | 38 792  | 12,19 % |
| 6[d]  | Luis Pardo Sainz              | ChV      | RN         | 15 781  | 4,96 %  |
| 6[d]  | Camila Flores Oporto          | ChV      | RN         | 15 260  | 4,79 %  |
| 6[d]  | Pablo Kast Sommerhoff         | ChV      | Ind. EVOP  | 28 408  | 8,93 %  |
| 6[d]  | Marcelo Schilling Rodríguez   | LFM      | PS         | 20 064  | 6,3 %   |
| 6[d]  | Carolina Marzán Pinto         | LFM      | PPD        | 14 388  | 4,52 %  |
| 6[d]  | Daniel Verdessi Belemmi       | CODE     | PDC        | 11 590  | 3,64 %  |
| 6[d]  | Diego Ibáñez Cotroneo         | FA       | PH         | 9199    | 2,89 %  |
| 7[d]  | María José Hoffmann Opazo     | ChV      | UDI        | 34 606  | 10,72 % |
| 7[d]  | Osvaldo Urrutia Soto          | ChV      | UDI        | 18 321  | 5,68 %  |
| 7[d]  | Andrés Celis Montt            | ChV      | RN         | 21 353  | 6,62 %  |
| 7[d]  | Camila Rojas Valderrama       | FA       | Ind. PI    | 14 860  | 4,6 %   |
| 7[d]  | Jorge Brito Hasbún            | FA       | RD         | 13 358  | 4,14 %  |
| 7[d]  | Rodrigo González Torres       | LFM      | PPD        | 16 808  | 5,21 %  |
| 7[d]  | Marcelo Díaz Díaz             | LFM      | PS         | 15 250  | 4,73 %  |
| 7[d]  | Víctor Torres Jeldes          | CODE     | PDC        | 14 934  | 4,63 %  |
| 8[d]  | Joaquín Lavín León            | ChV      | UDI        | 75 501  | 17,81 % |
| 8[d]  | Patricio Melero Abaroa        | ChV      | UDI        | 22 992  | 5,42 %  |
| 8[d]  | Mario Desbordes Jiménez       | ChV      | RN         | 17 806  | 4,2 %   |
| 8[d]  | Claudia Mix Jiménez           | FA       | Poder      | 20 952  | 4,94 %  |
| 8[d]  | Pablo Vidal Rojas             | FA       | RD         | 12 214  | 2,88 %  |
| 8[d]  | Pepe Auth Stewart             | LFM      | Ind. PRSD  | 26 772  | 6,32 %  |
| 8[d]  | Carmen Hertz Cádiz            | LFM      | PCCh       | 15 979  | 3,77 %  |
| 8[d]  | Gabriel Silber Romo           | CODE     | PDC        | 29 197  | 6,89 %  |
| 9[d]  | Érica Olivera De la Fuente    | ChV      | Ind. RN    | 30 792  | 9,13 %  |
| 9[d]  | Jorge Durán Espinoza          | ChV      | RN         | 19 380  | 5,75 %  |
| 9[d]  | Sebastián Keitel Bianchi      | ChV      | Ind. EVOP  | 30 237  | 8,97 %  |
| 9[d]  | Karol Cariola Oliva           | LFM      | PCCh       | 50 442  | 14,96 % |
| 9[d]  | Boris Barrera Moreno          | LFM      | PCCh       | 4355    | 1,29 %  |
| 9[d]  | Cristina Girardi Lavín        | LFM      | PPD        | 16 180  | 4,8 %   |
| 9[d]  | Maite Orsini Pascal           | FA       | RD         | 21 826  | 6,48 %  |
| 10[d] | Marcela Sabat Fernández       | ChV      | RN         | 54 580  | 12,5 %  |
| 10[d] | Sebastián Torrealba Alvarado  | ChV      | RN         | 10 196  | 2,33 %  |
| 10[d] | Jorge Alessandri Vergara      | ChV      | UDI        | 30 828  | 7,06 %  |
| 10[d] | Luciano Cruz-Coke Carvallo    | ChV      | EVOP       | 38 137  | 8,73 %  |
| 10[d] | Giorgio Jackson Drago         | FA       | RD         | 103 484 | 23,7 %  |
| 10[d] | Natalia Castillo Muñoz        | FA       | RD         | 4452    | 1,02 %  |
| 10[d] | Gonzalo Winter Etcheberry     | FA       | RD         | 5230    | 1,2 %   |
| 10[d] | Maya Fernández Allende        | LFM      | PS         | 28 426  | 6,51 %  |
| 11[d] | Gonzalo Fuenzalida Figueroa   | ChV      | RN         | 60 015  | 15,94 % |
| 11[d] | Catalina del Real Mihovilovic | ChV      | RN         | 43 426  | 11,53 % |
| 11[d] | Karin Luck Urban              | ChV      | RN         | 6 868   | 1,82 %  |
| 11[d] | Francisco Undurraga Gazitúa   | ChV      | EVOP       | 58 558  | 15,55 % |
| 11[d] | Guillermo Ramírez Diez        | ChV      | UDI        | 30 683  | 8,15 %  |
| 11[d] | Tomás Hirsch Goldschmidt      | FA       | PH         | 23 635  | 6,28 %  |
| 12[d] | Ximena Ossandón Irarrázabal   | ChV      | RN         | 52 289  | 14,99 % |
| 12[d] | Leopoldo Pérez Lahsen         | ChV      | RN         | 29 896  | 8,57 %  |
| 12[d] | Alvaro Carter Fernández       | ChV      | UDI        | 27 346  | 7,84 %  |
| 12[d] | Pamela Jiles Moreno           | FA       | PH         | 44 895  | 12,87 % |
| 12[d] | Miguel Crispi Serrano         | FA       | RD         | 25 644  | 7,35 %  |
| 12[d] | Camila Vallejo Dowling        | LFM      | PCCh       | 47 708  | 13,67 % |
| 12[d] | Amaro Labra Sepúlveda         | LFM      | PCCh       | 6366    | 1,82 %  |

| Dist. | Deputado                         | Coalizão | Partido   | Votos  | %       |
| ----- | -------------------------------- | -------- | --------- | ------ | ------- |
| 13[d] | Guillermo Teillier del Valle     | LFM      | PCCh      | 28 759 | 11,73 % |
| 13[d] | Tucapel Jiménez Fuentes          | LFM      | PPD       | 22 595 | 9,22 %  |
| 13[d] | Eduardo Durán Salinas            | ChV      | RN        | 19 681 | 8,03 %  |
| 13[d] | Cristhian Moreira Barros         | ChV      | UDI       | 18 098 | 7,38 %  |
| 13[d] | Gael Yeomans Araya               | FA       | RD        | 13 718 | 5,6 %   |
| 14[d] | Juan Antonio Coloma Álamos       | ChV      | UDI       | 35 690 | 11,78 % |
| 14[d] | Jaime Bellolio Avaria            | ChV      | UDI       | 31 929 | 10,54 % |
| 14[d] | Raúl Leiva Carvajal              | LFM      | PS        | 44 650 | 14,74 % |
| 14[d] | Leonardo Soto Ferrada            | LFM      | PS        | 22 125 | 7,3 %   |
| 14[d] | Marisela Santibáñez Novoa        | PTCh     | PRO       | 35 913 | 11,85 % |
| 14[d] | Renato Garín González            | FA       | RD        | 11 572 | 3,82 %  |
| 15[d] | Javier Macaya Danús              | ChV      | UDI       | 25 143 | 13,93 % |
| 15[d] | Issa Kort Garriga                | ChV      | UDI       | 16 750 | 9,28 %  |
| 15[d] | Diego Schalper Sepúlveda         | ChV      | Ind. RN   | 19 324 | 10,71 % |
| 15[d] | Juan Luis Castro González        | LFM      | PS        | 17 773 | 9,85 %  |
| 15[d] | Raúl Soto Mardones               | CODE     | PDC       | 9021   | 5 %     |
| 16[d] | Ramón Barros Montero             | ChV      | UDI       | 21 866 | 15,89 % |
| 16[d] | Virginia Troncoso Hellman        | ChV      | UDI       | 8003   | 5,82 %  |
| 16[d] | Alejandra Sepúlveda Orbenes      | CRV      | FREVS     | 31 742 | 23,07 % |
| 16[d] | Cosme Mellado Pino               | LFM      | PR        | 8873   | 6,45 %  |
| 17[d] | Celso Morales Espinosa           | ChV      | UDI       | 22 052 | 9,03 %  |
| 17[d] | Pedro Álvarez-Salamanca Ramírez  | ChV      | UDI       | 20 526 | 8,4 %   |
| 17[d] | Hugo Rey Martínez                | ChV      | RN        | 20 508 | 8,4 %   |
| 17[d] | Pablo Prieto Lorca               | ChV      | Ind. RN   | 14 386 | 5,89 %  |
| 17[d] | Alexis Sepúlveda Soto            | LFM      | PRSD      | 18 362 | 7,52 %  |
| 17[d] | Pablo Lorenzini Basso            | CODE     | PDC       | 19 910 | 8,15 %  |
| 17[d] | Florcita Alarcón Rojas           | FA       | PH        | 6 523  | 2,67 %  |
| 18[d] | Ignacio Urrutia Bonilla          | ChV      | UDI       | 17 804 | 14,75 % |
| 18[d] | Rolando Rentería Moller          | ChV      | UDI       | 16 711 | 13,84 % |
| 18[d] | Manuel Matta Aragay              | CODE     | PDC       | 12 826 | 14,75 % |
| 18[d] | Jaime Naranjo Ortíz              | LFM      | PS        | 13 393 | 11,09 % |
| 19[d] | Frank Sauberbaum Muñoz           | ChV      | RN        | 18 081 | 9,33 %  |
| 19[d] | Gustavo Sanhueza Dueñas          | ChV      | UDI       | 15 634 | 8,07 %  |
| 19[d] | Carlos Abel Jarpa Wevar          | LFM      | PRSD      | 15 346 | 7,92 %  |
| 19[d] | Loreto Carvajal Ambiado          | LFM      | PPD       | 12 688 | 6,55 %  |
| 19[d] | Jorge Sabag Villalobos           | CODE     | PDC       | 28 897 | 14,92 % |
| 20[d] | Enrique van Rysselberghe Herrera | ChV      | UDI       | 28 780 | 8,54 %  |
| 20[d] | Sergio Bobadilla Muñoz           | ChV      | UDI       | 18 471 | 5,48 %  |
| 20[d] | Francesca Muñoz González         | ChV      | RN        | 23 140 | 6,87 %  |
| 20[d] | Leonidas Romero Sáez             | ChV      | RN        | 11 377 | 3,38 %  |
| 20[d] | Gastón Saavedra Chandía          | LFM      | PS        | 30 475 | 9,04 %  |
| 20[d] | Jaime Tohá González              | LFM      | PS        | 8189   | 2,43 %  |
| 20[d] | José Miguel Ortiz Novoa          | CODE     | PDC       | 29 476 | 8,75 %  |
| 20[d] | Félix González Gatica            | FA       | PEV       | 18 380 | 5,45 %  |
| 21[d] | Iván Norambuena Farías           | ChV      | UDI       | 33 198 | 17,42 % |
| 21[d] | Cristóbal Urruticoechea Ríos     | ChV      | RN        | 22 159 | 11,63 % |
| 21[d] | José Pérez Arriagada             | LFM      | PRSD      | 27 109 | 14,23 % |
| 21[d] | Manuel Monsalve Benavides        | LFM      | PS        | 19 626 | 10,3 %  |
| 21[d] | Joanna Pérez Olea                | CODE     | PDC       | 11 936 | 6,26 %  |
| 22[d] | Diego Paulsen Kehr               | ChV      | RN        | 24 385 | 22,55 % |
| 22[d] | Jorge Rathgeb Schifferli         | ChV      | RN        | 21 468 | 19,86 % |
| 22[d] | Andrea Parra Sauterel            | LFM      | PPD       | 10 310 | 9,54 %  |
| 22[d] | Mario Venegas Cárdenas           | CODE     | PDC       | 14 978 | 13,85 % |
| 23[d] | René Manuel García García        | ChV      | RN        | 23 079 | 10,28 % |
| 23[d] | Miguel Mellado Suazo             | ChV      | RN        | 13 701 | 6,1 %   |
| 23[d] | Andrés Molina Magofke            | ChV      | EVOP      | 23 903 | 10,65 % |
| 23[d] | Sebastián Álvarez Ramírez        | ChV      | EVOP      | 5 313  | 2,37 %  |
| 23[d] | Ricardo Celis Araya              | LFM      | PPD       | 16 325 | 7,27 %  |
| 23[d] | Fernando Meza Moncada            | LFM      | PRSD      | 13 632 | 6,07 %  |
| 23[d] | René Saffirio Espinoza           | IND      | Ind.      | 38 469 | 17,14 % |
| 24[d] | Bernardo Berger Fett             | ChV      | RN        | 24 050 | 17,26 % |
| 24[d] | Gastón Von Mühlenbrock Zamora    | ChV      | UDI       | 12 500 | 8,97 %  |
| 24[d] | Marcos Ilabaca Cerda             | LFM      | PS        | 15 696 | 11,26 % |
| 24[d] | Patricio Rosas Barrientos        | LFM      | PS        | 13 275 | 9,53 %  |
| 24[d] | Iván Flores García               | CODE     | PDC       | 13 198 | 9,47 %  |
| 25[d] | Harry Jurgensen Rundshagen       | ChV      | RN        | 20 527 | 15,78 % |
| 25[d] | Javier Hernández Hernández       | ChV      | UDI       | 16 363 | 12,58 % |
| 25[d] | Fidel Espinoza Sandoval          | LFM      | PS        | 27 951 | 21,49 % |
| 25[d] | Emilia Nuyado Ancapichún         | LFM      | PS        | 8 142  | 34,2 %  |
| 26[d] | Alejandro Santana Tirachini      | ChV      | RN        | 23 532 | 17,08 % |
| 26[d] | Carlos Kuschel Silva             | ChV      | RN        | 11 243 | 8,16 %  |
| 26[d] | Jenny Álvarez Vera               | LFM      | PS        | 10 182 | 7,39 %  |
| 26[d] | Alejandro Bernales Maldonado     | FA       | PL        | 6242   | 4,53 %  |
| 26[d] | Gabriel Ascencio Mansilla        | CODE     | PDC       | 9 348  | 6,79 %  |
| 27[d] | René Alinco Bustos               | LFM      | Ind. PPD  | 3117   | 8,8 %   |
| 27[d] | Miguel Ángel Calisto Águila      | CODE     | PDC       | 8780   | 24,78 % |
| 27[d] | Aracely Leuquén Uribe            | ChV      | RN        | 3 896  | 11 %    |
| 28[d] | Gabriel Boric Font               | FA       | Ind. PH   | 18 626 | 32,83 % |
| 28[d] | Karim Bianchi Retamales          | LFM      | Ind. PRSD | 4 190  | 7,38 %  |
| 28[d] | Sandra Amar Mancilla             | ChV      | Ind. UDI  | 6846   | 12,07 % |